# Els Arcs (Sant Pere de Torelló)
Els Arcs és una masia de Sant Pere de Torelló (Osona) inclosa a l'Inventari del Patrimoni Arquitectònic de Catalunya.

## Descripció
Edifici civil.
Masia d'estructura complexa, ja que és producte de diverses edificacions. És de planta rectangular amb la façana orientada a llevant, el carener és paral·lel al portal, rectangular i d'escàs interès. Adossat a aquest cos hi ha una edificació de nova construcció. Al sector de tramuntana hi ha un altre portal d'accés a la masia, de forma rectangular. Al damunt presenta una finestra de carreus de pedra tosca. Al davant d'aquesta façana hi ha unes cabanes que tanquen el barri, al qual s'accedeix per una mena de túnel, quedant doncs la casa envoltada per dependències agrícoles.
Construïda amb pedra, morter i totxo. L'estat de conservació és mitjà.

## Història
Situada sota el santuari de Bellmunt.
Es troba registrada al fogatge de 1553 de la parròquia i terme de Sant Pere de Torelló. Per aquella època habitava el mas GRACIA ARCHS.
Havia estat corral del mas Moles, lloc que fou centre de reunió per a Masies de Torelló durant l'època que aquest nucli funcionà com a tal, de l'any 1826 al 1920, quan es fusionà amb la Vola i Curull per unir-se definitivament amb Sant Pere de Torelló l'any 1926.
Els Moles s'emparentaren amb els Ricart de Malla, els quals en foren propietaris fins que fa pocs anys el mas fou adquirit per els Rossell.